# Якубович, Михаил Петрович
Михаил Петрович Якубович (1891, Гжатск — 1980) — российский и советский политический деятель, социал-демократ.

## Биография
Правнук декабриста Александра Якубовича, племянник поэта и революционера Петра Якубовича.
С юношеских лет участвовал в революционном движении, впервые был арестован гимназистом 6-го класса. Вначале был большевиком, но с началом Первой мировой войны, Якубович, который считал необходимым поддержать своё государство в этой войне и, таким образом, разошёлся с большевиками, примкнул к меньшевистской фракции РСДРП.
После Февральской революции стал первым председателем Смоленского совета рабочих и солдатских депутатов, кооптировался в состав Петроградского совета в качестве представителя Западного фронта, был избран членом ВЦИК первого созыва и членом бюро ВЦИК. Во время корниловского выступления, будучи комиссаром Временного правительства при 1-й армии, арестовал генерала Антона Деникина.
После Октябрьской революции выступал за сотрудничество меньшевиков с большевиками, работал продовольственным комиссаром Смоленской губернии (единственный в Советской России губернский продкомиссар — меньшевик), в 1920 году вышел из РСДРП.
В 1920—1930 годах был управляющим комиссии по государственным фондам Совета труда и обороны, начальником управления промтоваров Народного комиссариата торговли СССР, написал ряд трудов и статей по экономической политике и социалистическому строительству.
Арестован в 1930 году по делу «Союзного бюро меньшевиков», в ходе следствия дал самообличающие показания. В марте 1931 года на открытом процессе он подтвердил эти показания и был приговорён к 10 годам заключения.
До 1939 года содержался в Верхнеуральском политизоляторе, затем был переведён в Орловскую тюрьму, а затем в Унжлаг.
В 1941 году был освобождён, работал в Унжлаге вольнонаёмным, но в том же году был вновь арестован, и Особое совещание при НКВД СССР приговорило его к новому десятилетнему сроку заключения. В 1950 году был переведён в Песчанлаг.
Был освобождён лишь через два года после окончания второго срока, в 1953 году, и направлен в Тихоновский инвалидный дом в Караганде, где до 1955 года находился на положении ссыльного. В 1956 году был реабилитирован, но только по второму делу, в 1966 году ему была назначена персональная пенсия.
В самиздате циркулировали его письма по вопросу о реабилитации по делу «Союзного бюро РСДРП(м)», воспоминания, историко-литературные и философские исследования.
В 1968 году у Михаила Якубовича были произведены обыски с целью изъятия рукописей и писем.
Мемуары Якубовича были использованы Александром Солженицыным в «Архипелаге ГУЛАГ» и Роем Медведевым в работе «К суду истории» (начало 1970-х).